# Théseova loď

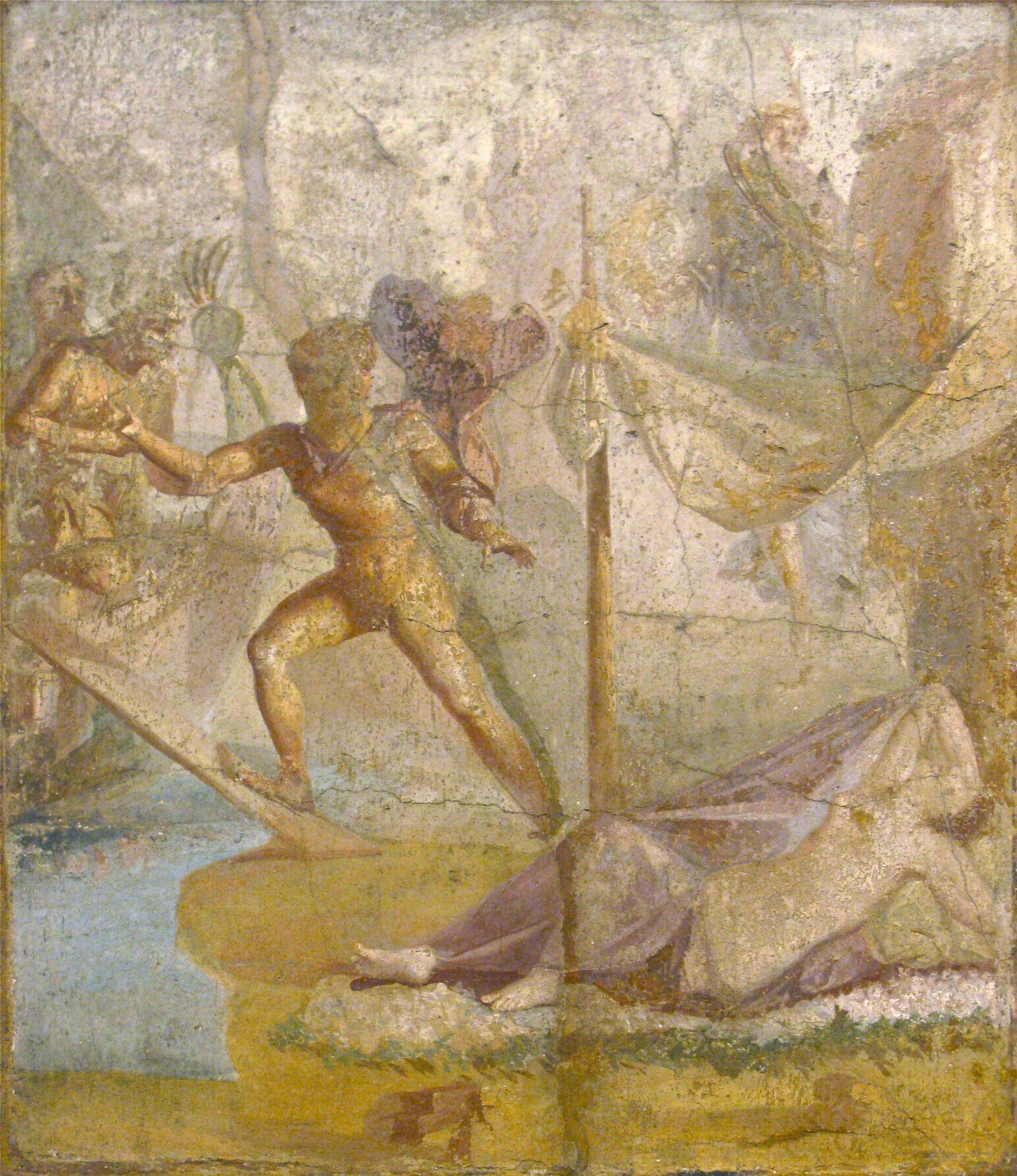
Freska z Pompejí zobrazující Thésea

Théseova loď je myšlenkový experiment o tom, zda předmět, u něhož byly postupně nahrazeny všechny jeho původní součásti, zůstává stejným předmětem. Experiment pochází z řecké mytologie, z pověsti o Théseovi, který zachránil athénské děti před králem Mínosem poté, co zabil minotaura, a následně prchl na loď plující na Délos. Athéňané si to každoročně připomínali tím, že se na lodi vydávali na pouť na Délos k uctění Apollóna. Následné užívání lodi po mnoho staletí způsobilo trouchnivění prken a jejich výměnu. To poté podnítilo otázku: Pokud by se po několika staletích údržby jednotlivé části Théseovy lodi postupně vyměnily, byla by to stále tatáž loď? 